# 3751 Кіанг
3751 Кіанг (3751 Kiang) — астероїд головного поясу, відкритий 10 липня 1983 року.
Тіссеранів параметр щодо Юпітера — 3,161.